# Serra da Cangalha-kráter
A Serra da Cangalha-kráter Brazília Tocantins szövetségi államában – Maranhão határához közel – található becsapódási kráter. Átmérője 12–13 km. Kora 300 millió évnél fiatalabb a környező kőzetek keletkezési ideje alapján, a jelenlegi korbecslés szerint 220 millió év körüli, vagyis a triász időszak második felében (késő triász) képződhetett.
A Riachão-gyűrű testvére, amelyhez időben és térben is nagyon közel áll.
A kráter külső szegélyén kívül lankás, belül meredekebb lejtésű, kör alaprajzú gerinc húzódik. Átmérője körülbelül 12 km. Nagyrészt szilur korú üledékek alkotják, de devon és karbon korú, meredeken dőlt rétegzettségű kőzetek is vannak. A peremen belül egy sor koncentrikus kör alakú völgy és egy központi medence van. Ezek nagyjából azonos távolságban sorakoznak. A Shuttle Radar Topography Mission képein az első, halvány belső gyűrű mintegy 11 km átmérőjű, a második gyűrű dombjai 5–6 km átmérőjűek, a legbelső gyűrű meredekebb dombokkal 3 km-es.
A kráter eredete igazolt, mivel mind a becsapódási breccsa, mind a kizárólag becsapódáshoz köthető sokkolt kvarc megtalálható. A meteorit 25–30 fokos szögben csapódhatott be, amit a kráter alakjának sugárirányú hibái mutatnak, néhány helyen a központtól 16 km-re terjed a hatás. A mágneses anomáliák alapján a kráter alatt 2 km mélységig terjed a becsapódás hatása.

## Lásd még
- becsapódási kráter
- dél-amerikai becsapódási kráterek listája